# رخاش أطلسي
هلبوت أطلسي أو رخاش أطلسي (الاسم العلمي Hippoglossus hippoglossus)، سمكة بحرية قاعية من فصيلة أسماك مفلطحة يمينية العيون وتتبع جنس الرخاش. تعيش على أو بالقرب من قاع رمال أو الحصى أو الطين على أعماق تتراوح بين 50 و2000 م (160 و 6,560 قدم). والهلبوت هو بين من أكبر الأسماك العظمية في العالم. وهي مهددة بالأنقراض بسبب بطء معدل النمو والصيد الجائر. وسمك الهلبوت سباح ماهر ويستطيع أن يهاجر لمسافات طويلة.
والموطن الأصلي لسمك الهلبوت الأطلسي هي المياه المعتدلة والقطبية في شمال المحيط الأطلسي، من لابرادور وغرينلاند إلى أيسلندا، وبحر بارنتس وجنوبا حتى خليج بسكاي وفرجينيا. وهي أكبر سمكة مسطحة في العالم، تطول حتى 4.7 متر (15 قدمًا) وتصل إلى وزن 320 كجم (710 رطلاً). عمرها يمكن أن يصل إلى 50 سنة.